# Ždánov (Nezdice na Šumavě)
Ždánov je samota, část obce Nezdice na Šumavě v okrese Klatovy v Plzeňském kraji. Nachází se asi 2,5 kilometru jihozápadně od Nezdic na Šumavě, na jihozápadním úbočí hory Ždánov (1067 metrů). Není zde evidována žádná adresa. V roce 2011 zde trvale nikdo nežil.
Ždánov leží v katastrálním území Nezdice na Šumavě o výměře 10,92 km².

## Historie
První písemná zmínka o vesnici pochází z roku 1610. Skládala se z částí Přední Ždánov, Zadní Ždánov a Peklo.
V roce 1921 zde stálo 17 domů a žilo 86 obyvatel. Ve 20. letech 20. století bylo místo postiženo epidemií tuberkulózy, která si vyžádala několik obětí.
V letech 1938 až 1945 byl Ždánov přičleněn (v důsledku uzavření Mnichovské dohody) k nacistickému Německu.  Po skončení druhé světové války na místě tragicky zemřelo pět dětí při manipulaci s nevybuchlou municí.
Během roku 1945 byla většina obyvatel odsunuta do Německa.

## Obyvatelstvo
| Rok            | 1869 | 1880 | 1890 | 1900 | 1910 | 1921 | 1930 | 1950 | 1961 | 1970 | 1980 | 1991 | 2001 | 2011 | 2021 |
| -------------- | ---- | ---- | ---- | ---- | ---- | ---- | ---- | ---- | ---- | ---- | ---- | ---- | ---- | ---- | ---- |
| Počet obyvatel | 158  | 125  | 106  | 102  | 79   | 86   | 94   | 0    | 5    | 0    | 0    | 0    | 0    | 0    | 0    |
| Počet domů     | 15   | 16   | 15   | 15   | 15   | 17   | 16   | 16   | 16   | 0    | 0    | 0    | 0    | 0    | 0    |

## Pamětihodnosti
Památné stromy:
- Buk na Ždánově
- Skupina javorů Ždánov-Žlíbek
- Ždánovská lípa